# Incurvaria
Incurvaria is een geslacht van vlinders behorend tot de familie Incurvariidae (witvlekmotten). Het geslacht werd voor het eerst gepubliceerd door Riley in 1902.

## Soorten
- I. aenella Heinemann
- I. aeripennella Rebel, 1889
- I. argilella Zeller, 1850
- I. brigantinella Amsel, 1961
- I. capittella (Clerck, 1759)
- I. circulella (Zetterstedt, 1839)
- I. devotella (Rebel, 1893)
- I. dietziella Kearfott, 1908
- I. flavimitrella (Hübner, 1817)
- I. fuscatella Tengström, 1847
- I. gillettella Busck, 1915
- I. intermediella Heinemann
- I. itoniella Busck, 1915
- I. koerneriella

Beukenbladsnijdermot (Zeller, 1839)
- I. luzella (Hübner, 1817)
- I. masculella

Gewone witvlekmot (Denis & Schiffermüller, 1775)
- I. mespilella Brown, 1886
- I. morosa Zeller
- I. muchei Soffner, 1969
- I. muscalella (Fabricius, 1787)
- I. oehlmanniella

Bosbeswitvlekmot (Hübner, 1796)
- I. oregonella Walsingham, 1880
- I. pectinea

Berkenbladsnijdermot (Haworth, 1828)
- I. ploessli Huemer, 1993
- I. politella Walsingham, 1880
- I. praelatella

Aardbeiwitvlekmot (Denis & Schiffermüller, 1775)
- I. provectella Heyden, 1865

- I. psychidella Millière, 1854
- I. redimetella (Zeller, 1846)
- I. rubiella (Bjerkander, 1781)
- I. rupella (Schiffermüller, 1776)
- I. russatella Clemens, 1860
- I. schoenherrella (Zetterstedt, 1840)
- I. sedella Busck, 1915
- I. similella Schmitz, 1969
- I. splendidella Heinemann
- I. standfussiella Zeller
- I. taylorella Kearfott, 1907
- I. tenuicornis Stainton
- I. triglavensis Hauder, 1912
- I. vetulella (Zetterstedt, 1839)

## Synoniemen
- Excurvaria Kuprijanov, 1994
- Brosis Billberg, 1820